# ایست پاسیفیک سنتر
ایست پاسیفیک سنتر (انگلیسی: East Pacific Center) ساختمان اداری ۸۵ طبقه مستقر در شهر فوتیان، شنژن، چین است، که در سال ۲۰۱۰ احداث گردید.